# Roy Chiu
Roy Qiu (chino: 邱泽, 14 de octubre de 1981, Taipéi), es un actor y cantante taiwanés. 

## Carrera
Después de un período inicial de contrato con la agencia de manejo Dorian Taiwan Co., que duró hasta 2005, Roy Chiu entró en contacto con el administrador de Gillian Tan, equipo de marketing y sello discográfico EMI Music México. Chiu se decidió a firmar un contrato privado con su cliente como un asistente personal para conservar un contrato privado cada vez que el artista lo necesitara.

## Filmografía

### Series de televisión
- Miss Rose (TTV,2012)
- Office Girls(SETTV,2011)
- The Girl in Blue (Jia Qi Ru Meng) (2010)
- Easy Fortune Happy Life (TTV / SETTV, 2009)
- Woody Sambo (TTV / SETTV, 2008)
- Yours Always (2006)
- On Tribe (2005)
- Love Signal (2005)
- Ping Pong (2004)
- Original Scent of Summer (2003)
- Starry Starry Night (2003)
- First Love (2003)

### Películas
- Detective Chinatown3 (2019)
- Dear Ex (2018)
- PS...I Luv U(2004)

## Discografía
| Año / Mes / Día | Título del Álbum             | Título en chino        | Canciones |
| --------------- | ---------------------------- | ---------------------- | --- |
| 2008-09-09      | Woody Sambo OST              | 無敵珊寶妹電視原聲帶   | 1. 微不足道 |
| 2004-04-15      | Remember                     | 邱澤全記憶精選         | 1. Remember 2. 你知道我愛你 3. Easy 4 U (他們很忙 ) 4. 20歲的界線 5. 當我不在吧 6. 做你的英雄 7. 原味的夏天 8. 秋天的地圖 9. 無限 10. 預約夏天 11. 惦記這一些 12. 愛只剩一天 13. 是你 14. 祝我生日快樂 15. 先生 我聽不懂 16. 親愛的朋友 (大合唱)    |
| 2003-11-24      | Original Scent of Summer OST | 原味的夏天電視原聲帶   | 1. 原味的夏天 2. 惦記這一些 3. 預約夏天 – 邱澤 方皓玟 4. 蓝色爱情 5. 一滴思念的淚 6. 一個人 7. 20歲的界線 8. 慾望 |
| 2003-08-12      | I Don't Understand           | 不懂                   | 1. 先生我聽不懂 2. 赤裸 3. 字 給文字 T 作者 4. 圖騰 5. 當我不在吧 6. 別跳下去 7. 太陽之吻 8. 無限 9. 新世界 10. 旁觀者 |
| 2002-10-25      | Qiu Ze                       | 邱澤                   | 1. 序曲∼黑斗篷 2. 祝我生日快樂 3. 秋天的地圖 (7-11鐵道秋郊廣告曲) 4. 他們很忙Easy 4U (光陽機車告曲) 5. 愛只剩一天 6. 冷風 7. 我不是你的王子 8. 遐想 9. 夜景 10. 20歲的界線（Bonus Track) ("大漢天子"片尾曲) 11. 你知道我愛你 ("雪地裡的星星"主題曲) |
| 2002-07-15      | Starry Starry Night OST      | 雪地里之星星电视原声带 | 1. 你知道我愛你 ("雪地裡的星星"主題曲) 2. 是你 3. 做妳的英雄 |